# Vuelta a Colombia 1986
La 36.ª edición de la Vuelta a Colombia (patrocinada como: Vuelta a Colombia Colmena) tuvo lugar entre el 5 y el 15 de junio de 1986. El cundinamarqués Luis Alberto Herrera del equipo Café de Colombia-Pilas Varta A se coronó por tercera vez como campeón de la Vuelta con un tiempo de 42 h, 51 min y 43 s. 

## Equipos participantes
| Equipo                                    | Categoría   |
| ----------------------------------------- | ----------- |
| Almacén Armando Aristizábal-Hilarte-Valle | Aficionado  |
| Café de Colombia-Pilas Varta A            | Profesional |
| Café de Colombia-Pilas Varta B            | Profesional |
| Café de Colombia-Pilas Varta C            | Profesional |
| Cauca 86-Cundinamarca-Boyacá              | Aficionado  |
| Mixto Nariño-Boyacá-Santander             | Aficionado  |
| Cundinamarca                              | Aficionado  |
| Fagor Francia                             | Profesional |
| Industria Metálicas Paber Tolima          | Aficionado  |
| Inversiones Cubillos                      | Aficionado  |
| Kelme España                              | Profesional |
| Pinturas Philaac                          | Aficionado  |
| Postobón A                                | Profesional |
| Postobón Aficionado                       | Aficionado  |
| Postobón B                                | Profesional |
| Postobón C                                | Profesional |
| Teka España                               | Profesional |
| Thomas De La Rue                          | Aficionado  |
| Unión Soviética                           | Aficionado  |
| Zor Colpatria España                      | Profesional |

## Etapas
| Etapa      | Fecha       | Recorrido               | Distancia (km) | Ganador                | Líder                    |
| ---------- | ----------- | ----------------------- | -------------- | ---------------------- | ------------------------ |
| 1.ª etapa  | 5 de junio  | Popayán - Cali          | 141            | Abelardo Ríos          | Abelardo Ríos            |
| 2.ª etapa  | 6 de junio  | Palmira - Buga          | 48 (CRE)       | Equipo Postobón A      | Reynel Montoya Jaramillo |
| 3.ª etapa  | 6 de junio  | Tuluá - Pereira         | 117            | Ivan Romanov           | Reynel Montoya Jaramillo |
| 4.ª etapa  | 7 de junio  | Pereira - Supía         | 121            | Edgar Corredor Álvarez | Reynel Montoya Jaramillo |
| 5.ª etapa  | 8 de junio  | Supía - Medellín        | 143            | Sergio Jaramillo Mesa  | Reynel Montoya Jaramillo |
| 6.ª etapa  | 9 de junio  | Marinilla - La Dorada   | 193            | Rubén Darío Beltrán    | Reynel Montoya Jaramillo |
| 7.ª etapa  | 10 de junio | La Dorada - Manizales   | 170            | Luis Alberto Herrera   | Luis Alberto Herrera     |
| 8.ª etapa  | 11 de junio | Manizales - Calarcá     | 112            | Luis Alberto Camargo   | Luis Alberto Herrera     |
| 9.ª etapa  | 12 de junio | Armenia - Ibagué        | 88             | Gustavo Wilches Tumbia | Luis Alberto Herrera     |
| 10.ª etapa | 13 de junio | Ibagué - Bogotá         | 205            | Luis Alberto Camargo   | Luis Alberto Herrera     |
| 11.ª etapa | 14 de junio | Bogotá - Briceño (Sopó) | 42 (CRI)       | Ivan Romanov           | Luis Alberto Herrera     |
| 12.ª etapa | 14 de junio | Villapinzón - Sogamoso  | 137            | Ángel Camarillo        | Luis Alberto Herrera     |
| 13.ª etapa | 15 de junio | Duitama - Bogotá        | 207            | Pablo Emilio Wilches   | Luis Alberto Herrera     |

## Clasificaciones finales

### Clasificación general
Los diez primeros en la clasificación general final fueron:
| Clasificación general |                          |                                |                  |
| Ciclista              | Ciclista                 | Equipo                         | Tiempo           |
| --------------------- | ------------------------ | ------------------------------ | ---------------- |
| 1.º                   | Luis Alberto Herrera     | Café de Colombia-Pilas Varta A | 42 h 51 min 43 s |
| 2.º                   | Omar Hernández Riaño     | Postobón B                     | + 7 min 03 s     |
| 3.º                   | Israel Corredor Fonseca  | Postobón A                     | + 7 min 07 s     |
| 4.º                   | Rogelio Arango Escobar   | Postobón B                     | + 7 min 32 s     |
| 5.º                   | Edgar Corredor Álvarez   | Café de Colombia-Pilas Varta A | + 8 min 08 s     |
| 6.º                   | Heriberto Urán           | Postobón A                     | + 8 min 36 s     |
| 7.º                   | Gustavo Wilches Tumbia   | Postobón Aficionado            | + 9 min 01 s     |
| 8.º                   | Pedro Saúl Morales       | Postobón C                     | + 9 min 40 s     |
| 9.º                   | Alirio Chizabas          | Kelme España                   | + 10 min 26 s    |
| 10.º                  | Reynel Montoya Jaramillo | Postobón A                     | + 10 min 31 s    |

### Clasificación de la montaña
| Clasificación de la montaña |                        |                                           |        |
| Ciclista                    | Ciclista               | Equipo                                    | Puntos |
| --------------------------- | ---------------------- | ----------------------------------------- | ------ |
| 1.º                         | Luis Alberto Herrera   | Café de Colombia-Pilas Varta A            | 59     |
| 2.º                         | Gustavo Wilches Tumbia | Postobón Aficionado                       | 47     |
| 3.º                         | Edgar Díaz             | Almacén Armando Aristizabal-Hilarte-Valle | 37     |

### Clasificación de las metas volantes
| Clasificación de las metas volantes |                  |                  |        |
| Ciclista                            | Ciclista         | Equipo           | Puntos |
| ----------------------------------- | ---------------- | ---------------- | ------ |
| 1.º                                 | Ivan Romanov     | Unión Soviética  | 40     |
| 2.º                                 | Viktor Demidenko | Unión Soviética  | 38     |
| 3.º                                 | Ángel Noé Alayón | Thomas de la Rue | 24     |

### Clasificación de la combinada
| Clasificación de la combinada |                         |                                |        |
| Ciclista                      | Ciclista                | Equipo                         | Puntos |
| ----------------------------- | ----------------------- | ------------------------------ | ------ |
| 1.º                           | Luis Alberto Herrera    | Café de Colombia-Pilas Varta A | 35     |
| 2.º                           | Israel Corredor Fonseca | Postobón A                     | 36     |
| 3.º                           | Gustavo Wilches Tumbia  | Postobón Aficionado            | 36     |

### Clasificación de la regularidad
| Clasificación de la regularidad |                      |                                |        |
| Ciclista                        | Ciclista             | Equipo                         | Puntos |
| ------------------------------- | -------------------- | ------------------------------ | ------ |
| 1.º                             | Rubén Darío Beltrán  | Café de Colombia-Pilas Varta C | 67     |
| 2.º                             | Alberto Camargo      | Postobón Aficionado            | 63     |
| 3.º                             | Luis Alberto Herrera | Café de Colombia-Pilas Varta A | 43     |

### Clasificación de los novatos
| Clasificación de los novatos |                    |                     |                  |
| Ciclista                     | Ciclista           | Equipo              | Tiempo           |
| ---------------------------- | ------------------ | ------------------- | ---------------- |
| 1.º                          | Alberto Camargo    | Postobón Aficionado | 43 h 06 min 13 s |
| 2.º                          | Luis Alberto Pérez | Pinturas Philaac    | + 2 min 43 s     |
| 3.º                          | Álvaro Lozano      | Thomas de la Rue    | + 3 min 38 s     |

### Clasificación por equipos
| Clasificación por equipos |                                |                   |
| Equipo                    | Equipo                         | Tiempo            |
| ------------------------- | ------------------------------ | ----------------- |
| 1.º                       | Postobón A                     | 131 h 58 min 09 s |
| 2.º                       | Café de Colombia-Pilas Varta A | + 2 min 34 s      |
| 3.º                       | Postobón B                     | + 9 min 59 s      |